# كوردان
 كوردان بضم الكاف وكسر الواو والراء، قرية صغيرة تتبع ناحية كوخرد ( بالفارسية: بخش كوخرد ) من توابع مدينة بستك وتقع في محافظة هرمزگان في جنوب إيران. مطلة على نهر مهران من جهة الشمال. و« كُور » لفظة فارسية معناها ::الغاف(1)، والغافية موضع، و« الكور »(2)، الإبل الكثيرة العظيمة، و« كُور دان» تعني(غابة أشجار الغاف).   

## حدود قرية كوردان
من الشمال: سلسلة جبال الناخ، قرية كريند، ومن الجنوب نهر مهران، ومن الغرب قرية جاله، ومن الشرق تنتهي بـقرية صالح آباد وقرية آسو في أقصى الشرق.

## السكان
يبلغ تعداد سكان هذه القرية حوالي (86) شخص من أهل السنة والجماعة وعلى المذهب الشافعي يتكلمون الفارسية باللهجة المحلية، بها مسجد وثلاثة برك يخزن فيها مياه الأمطار إذا سالت الأودية، أثناء هطول المطر، كذلك بها الربط أي (کاروانسرای) لاسترحت المسافرين، وبها أراضي شاسعة خصبة لزراعة البر والشعير، والآبار الارتوازية القديمة والتي كانت تنزف منها المياه بواسطة اليازرة.
- 1.  الغاف:  شجرة شوكية من الفصيلة البقولية التي تنمو في البيئة الصحراوية الحارة. تنتشر اشجار الغاف في عدة مناطق منه شبه الجزيرة العربية وبلاد الشام وإيران.
  2.  الكور:  الـّدورُ من العمامة، يقال كار العمامة على رأسه. يُكَورِهَا كَوراً: أدارها. والكور: كور الحَّداد المَبنِيُّ من الطين.

## موقع القرية على خارطة غوغل ماب
- موقع قرية كوردان على: Google Maps

## وصلات خارجية
- الادارية لمحافظة هرمزگان
- الادارية لمحافظة هرمزگان (بلده كوخرد)